# Richard Ochmann
Richard Ochmann (* 28. März 1918 in Gleiwitz; † 2008) war ein deutscher Jurist und Richter am Bundesgerichtshof.

## Leben
Ochmann legte die Große juristische Staatsprüfung am 30. Oktober 1952 ab. Seit 8. Juli 1955 war er Gerichtsassessor im Oberlandesgerichtsbezirk Frankfurt am Main. Zum 1. Mai 1957 wurde er zum Landgerichtsrat am Landgericht Frankfurt am Main ernannt,  zum 4. Mai 1964 zum Oberlandesgerichtsrat am Frankfurter Oberlandesgericht. Er wurde 1970 zum Richter am Bundesgerichtshof gewählt und trat am 30. November 1970 in den X. Zivilsenat ein, dem er bis zu seinem Ausscheiden zum 31. März 1986 angehörte. Ochmann war auch Lehrbeauftragter an der Technischen Hochschule Darmstadt.

## Veröffentlichungen
- Die Vorveröffentlichung und die Reichweite ihres Offenbarungsgehalts als Problem der Neuheit im Lichte der Rechtsprechung des Bundesgerichtshofs und des Patentgesetzes in der geltenden Fassung, GRUR 1984, 235
- Die erfinderische Tätigkeit und ihre Feststellung, GRUR 1985, 941
- Zum Begriff der Erfindung als Patentschutzvoraussetzung, Festschrift für Rudolf Nirk zum 70. Geburtstag, München 1992: C. H. Beck, S. 759–775, ISBN 3-406-36773-9
- Das schiedsrichterliche Verfahren unter Berücksichtigung der gewerblichen Schutzrechte und seine Vor- und Nachteile gegenüber dem staatlichen Gerichtsverfahren, GRUR 1993, 255 (Festheft für Karl Bruchhausen)